# Circuit intégré logique
Les circuits intégrés logiques sont des circuits intégrés (CI) travaillant en tout-ou-rien (TOR). De ce fait, ils opèrent en logique booléenne, et de là peuvent traiter des données codées en binaire -- que ces données soient des chiffres, des nombres, ou tout autre code.

## Principes

### Logique pure
- Un transistor utilisé en mode tout ou rien ou bloqué/saturé peut être vu comme réalisant un NON logique, ou une fonction logique du style NON ET(x, y, ...) (resp. NON OU(x, y, ...) selon les conventions adoptées) ; on parle alors de porte logique.
- Une double couche de telles portes permet en principe de réaliser toute somme de produits booléens (resp. tout produit de sommes).
- On a ainsi pu réaliser très tôt quelques fonctions élémentaires comme le OU EXCLUSIF, la MAJORITÉ, l'additionneur 3 bits, puis s'en servir comme briques de base pour des circuits plus ambitieux.
- D'où la possibilité de tout réseau combinatoire de calcul ou de transcodage direct.

### Mémoires et automates
- Un bistable peut être formé à partir de 2 portes interconnectées — des variantes permettant de le commander de diverses façons. C'est une mémoire de capacité 1 bit.
- Un rang de bistables peut mémoriser un code binaire de même longueur, ou former un compteur.
- Des circuits d'aiguillage pour la lecture et l'écriture d'un rang de bistables parmi n permettent d'organiser ces n rangs en une mémoire adressable.
- Si une mémoire peut contenir un état interne i, deux réseaux combinatoires en font un automate à nombre fini d'états si
  - l'un calcule une sortie s = f(e, i), fonction de l'état i et de l'entrée e ;
  - l'autre calcule une nouvelle valeur de l'état interne i' = g(e, i).
- De tels automates peuvent être fédérés en un automate supérieur.
- Une mémoire adressable, un automate, des registres (ou rangs de bistables) et divers réseaux et circuits d'aiguillage permettent de constituer un processeur — qu'il soit processeur de signal, ou processeur graphique, pour un automate programmable industriel, un micro-ordinateur ou tout système multiprocesseur.

### Montée en puissance
Les progrès réalisés d'année en année dans la réalisation des circuits intégrés permettent de considérer par la suite un circuit mis au point une année comme module interne dans des circuits intégrés ultérieurs. En effet, depuis le début des années 1960, le nombre de transistors par circuit a été multiplié par 2 tous les 2 ans environ (cf. Loi de Moore).
Il s'ensuit une simplification des architectures et de la connectique, mais un coût croissant du test de ces circuits intégrés.

## Caractéristiques
Les caractéristiques des circuits intégrés logiques sont normalisées par des lettres :
- I (Input) désigne une entrée ;
- O (Output) une sortie ;
- H (high) indique l’état haut d'une sortie ;
- L (low) indique l’état bas d'une sortie ;
- Z ou HZ indique l’état haute impédance d'une sortie 3 états ;
- X indique un état indéterminé.

### Alimentation du boîtier

#### Tension d'alimentation
La plage d’alimentation dépend de la technologie utilisée. Elle est généralement de 5 V pour les composants anciens (TTL), de 6 V max pour les CMOS, de 18 V max pour la famille CMOS CD4000 et elle est passée à 3,3 V, 2,5 V, 1,8 V pour les technologies récentes (LV-CMOS…).

#### La consommation
La puissance électrique consommée dépend de la technologie utilisée (finesse de la gravure du silicium), et augmente linéairement avec le courant moyen (fonction de la fréquence et de la charge appliquée aux sorties) et au carré de la tension d'alimentation.
C'est pourquoi les technologies les plus récentes utilisent des tensions d'alimentation de plus en plus faibles pour pouvoir augmenter la fréquence de fonctionnement sans risquer la destruction par échauffement.
Du point de vue de la physique du composant, on a plutôt tendance à penser que le temps de propagation de l'électron dans un transistor CMOS doit être le plus rapide possible pour augmenter la vitesse de fonctionnement (de commutation). Pour augmenter cette vitesse, on cherche à diminuer la largeur du canal de circulation des électrons (actuellement 14 nm).
En réponse au fait que la tension de claquage (destruction) d'un transistor diminue proportionnellement à la largeur de gravure des conducteurs, on diminue la tension de fonctionnement.

### Grandeurs d’entrée-sortie

#### Tensions
- Tension d’entrée niveau haut 
 VIH est la tension requise pour être considérée comme un 1 logique en entrée. Une tension inférieure risque d’être mal interprétée par l’étage d’entrée.
- Tension d’entrée niveau bas 
 VIL est la tension requise pour être considérée comme un 0 logique en entrée. Une tension supérieure risque d’être mal interprétée par l’étage d’entrée.
- Tension de sortie niveau haut 
 VOH est la tension fournie pour être considérée comme un 1 logique en sortie. La valeur minimale est indiquée par le constructeur.
- Tension de sortie niveau bas 
 VOL est la tension fournie pour être considérée comme un 0 logique en sortie. La valeur maximale est indiquée par le constructeur.

#### Courants
- Courant d’entrée niveau haut 
 IIH est le courant traversant l’entrée lorsqu’une tension de niveau haut est appliquée.
- Courant d’entrée niveau bas 
 IIL est le courant traversant l’entrée lorsqu’une tension de niveau bas est appliquée.
- Courant de sortie niveau haut 
 IOH est le courant traversant la sortie lorsqu’une tension de niveau haut est fournie.
- Courant de sortie niveau bas 
 IOL est le courant traversant la sortie lorsqu’une tension de niveau bas est fournie.

### La sortance ou facteur de charge
La sortance ou facteur de charge est le nombre maximal d’entrées d’autres circuits intégrés logiques qui peuvent être pilotées par la sortie. Plus simplement la sortance est le terme qui désigne le courant maximum que peut fournir un CI sans risquer de destruction ou de chute de la tension de sortie ou un comportent « erratique ».

### Les retards de propagation
La propagation des signaux au travers des transistors n'est pas instantanée. On distingue :
- tPLH lors d’une transition du zéro logique vers le un logique ;
- tPHL lors d’une transition du un logique vers le zéro logique ;
- tPZH lors d’une transition haute impédance vers le un logique ;
- tPZL lors d’une transition haute impédance vers le zéro logique.

### Les transitions des signaux
Pour éviter la métastabilité, les signaux d'entrée (mais aussi de sortie pour les boîtiers suivants) doivent passer rapidement d'un état logique à l'autre.
- tR temps de montée (rise time) mesurée entre 10 % et 90 % du front montant ;
- tF temps de descente (fall time) mesurée entre 10 % et 90 % du front descendant.

### Le produit vitesse-consommation
Le produit du retard de propagation et de la puissance de consommation est un indice de performance du circuit.

### L’immunité au bruit
La formule est IOh/IIh. Les champs électriques et magnétiques de l’environnement peuvent induire des signaux parasites, l’immunité au bruit est la capacité d’un circuit intégré à tolérer les signaux parasites sans pour autant avoir un comportement incontrôlé ou erratique.

### Logique à injection et à absorption de courant
La technologie différencie les circuits intégrés qui fournissent ou absorbent un courant par leur(s) patte(s) de sortie(s).

### Échelle d’intégration
L’échelle d’intégration définit le nombre de portes contenues dans le boîtier du circuit intégré. Voir à ce sujet la Loi de Moore.

## Technologies
Les critères de choix étant multiples, diverses technologies coexistent. Ainsi, l'informatique commerciale s'intéresse aux circuits performants et peu chers. Les informatiques industrielle, militaire et spatiale, travaillant dans des milieux plus hostiles (températures, vibrations, rayonnements divers) seront plus intéressées par des circuits robustes.
Les références des circuits intégrés logiques standard sont normalisées.
Elles sont de la forme ID-74-HC-244-A-DGG-R-E4, où :
- ID : est l'identification du fournisseur ;
- 74 : 74 (commercial) ou 54 (militaire) ;
- HC : la technologie, (ce champ peut prendre les valeurs HC, HCT, LS… comme défini ci-après) ;
- 244 : la fonction réalisée par le circuit ;
- A : indice de la révision de circuit ;
- DGG : le type de boitier ;
- R : le conditionnement ;
- E4 : la compatibilité RoHS ou non.

### TTL
La technologie TTL (Transistor Transistor Logic) utilise des transistors bipolaires à jonction.
Les diverses familles sont les suivantes :
- pas de lettre : TTL standard, la première historiquement (ex. 7400) ;
- L (Low power) : série à faible consommation (ex. 74L00) ;
- S (Schottky) : série rapide (utilisation de diodes Schottky) ;
- AS (Advanced Schottky) : version améliorée de la série S ;
- LS (Low power Schottky) : combinaison des technologies L et S, c'est la famille la plus répandue. Alimentation de 4,75 V à 5,25 V ;
- ALS (Advanced Low power Schottky) : version améliorée de la série AS.

Alimentation de 4,5 V à 5,5 V :
- F (FAST : Fairchild Advanced Schottky Technology) ;
- AF (advanced FAST) : version améliorée de la série F.

### ECL
La technologie ECL (Emitter Coupled Logic : Logique à émetteurs couplés) a longtemps été la seule technologie permettant d'atteindre des fréquences de fonctionnement élevées (supérieures à 100 MHz) ; cependant, les signaux de l'ordre de 1 volt présentaient une faible immunité au bruit.

### CMOS
La technologie complementary metal oxide semiconductor utilise principalement des transistors à effet de champ CMOS :
- FCT (Fast CMOS Technology) ;
- ACL ;
- CD4000, Alimentation de 3 à 18 V ;
- HC (high speed C-MOS), Alimentation de 2 V à 6 V ;
- HCT, 4,5 à 5,5 V (nominalement 5 V et compatible avec la famille TTL standard) ;
- LVC (Low Voltage CMOS), Alimentation de 1,65 V à 3,6 V ;
- LV (Low Voltage HCMOS), Alimentation de 2 V à 5,5 V ;
- CBT ;
- AHC ;
- GTLP (Gunning Transceiver Logic Plus) ;
- VME ;
- ALVC (Advanced Low Voltage CMOS), Alimentation de 1,65 V à 3,6 V ;
- little logic ;
- AVC (Advanced Very low voltage CMOS) ;
- CBTLV ;
- TVC ;
- CB3x ;
- PCA/PCF ;
- AUC (Advanced Ultra low voltage CMOS), Alimentation de 0,8 V à 2,7 V ;
- LVCxT ;
- AUP1T ;
- AVCxT.

### Hybride
Il existe de nombreuses technologies hybrides entre TTL et CMOS et chaque année de nouvelles sont inventées.
BiCMOS :
- BCT ;
- ABT ;
- LVT ;
- ALVT.